# ヘンドリック・ハウタッカー

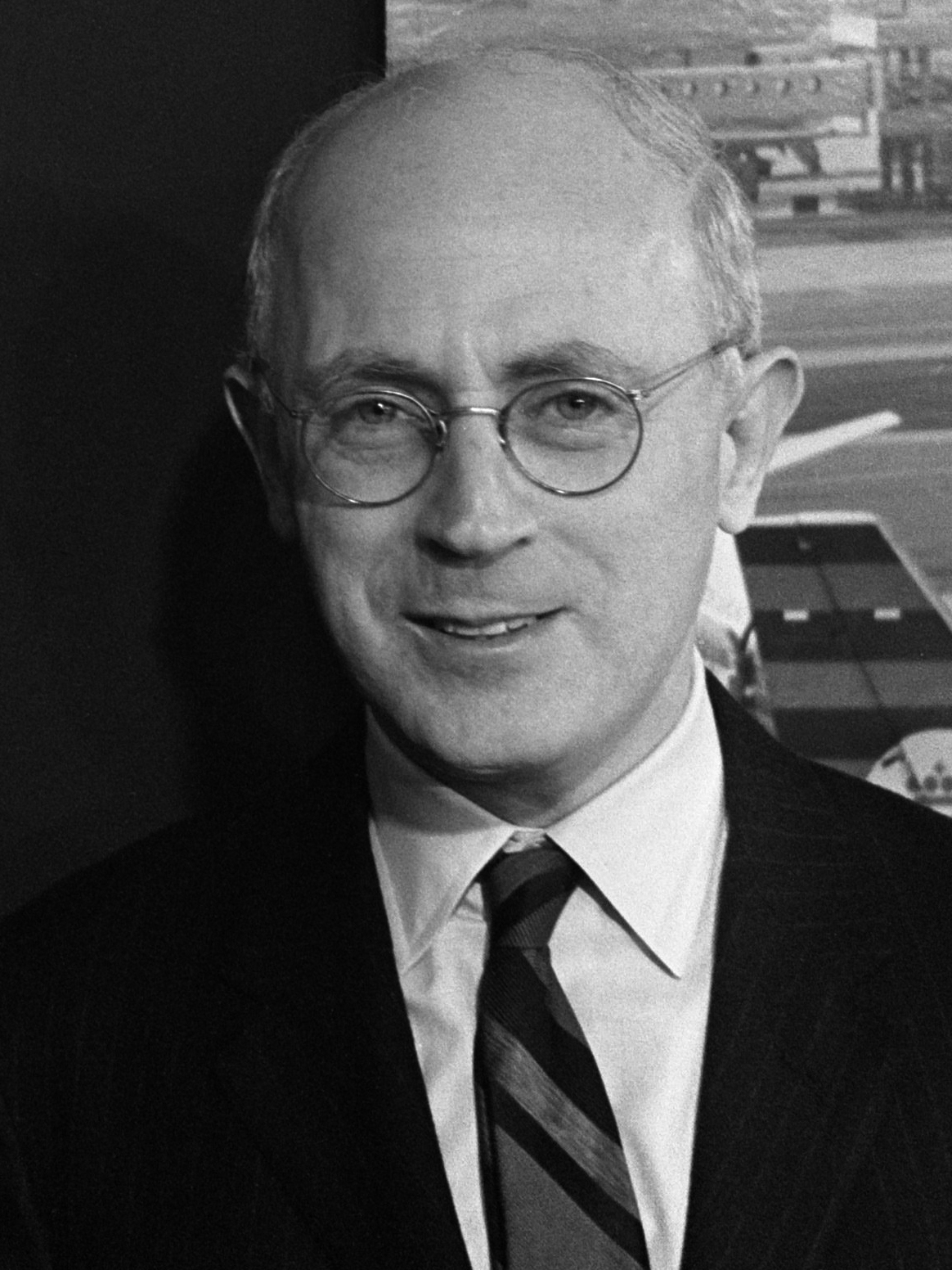
ヘンドリック・サミュエル・ハウタッカー (1972)

ヘンドリック・サミュエル・ハウタッカー（Hendrik Samuel Houthakker, 1924年12月31日  - 2008年4月15日）は、ユダヤ系オランダ人の経済学者。

## 生涯
1924年、オランダアムステルダムに生まれる。父親は美術商で名の知れた人物であった。ナチス占領下のオランダで十代を過ごした。1949年、アムステルダム大学で学位を取得。その後、渡米しスタンフォード大学、ハーバード大学で教授職に就く。1969年からは、ニクソン大統領経済諮問委員会委員に任命される。1963年にはアメリカ経済学会ジョン・ベイツ・クラーク賞を受賞した。

## 略歴
- 1924年 - オランダアムステルダムに生まれる。
- 1949年 - アムステル大学にて学位を取得。
- 1954年 - スタンフォード大学教授に就任。
- 1960年 - ハーバード大学経済学部教授に就任。
- 1969年 - 大統領経済諮問委員会委員に選出。

## 受賞歴
- 1963年 - ジョン・ベイツ・クラークを受賞。

## 著作（日本語訳）
『金融市場の経済学』（時事通信社, 2000年）